# Гринберг, Исаак Павлович
Исаак Павлович Гринберг (9 апреля или 9 июня 1937, Кишинёв, Бессарабия, Королевство Румыния — 25 ноября 2017, Ульяновск, Россия) — советский и российский учёный-электротехник, изобретатель, предприниматель и общественный деятель. Доктор технических наук, лауреат Государственной премии СССР (1983), заслуженный изобретатель Украинской ССР.

## Биография
Родился в Кишинёве (в ту пору в составе аннексированной Румынией Бессарабии). 13 июня 1941 года был вместе с семьёй выслан на спецпоселение в Среднюю Азию (отец находился в заключении до 1957 года). В 1951—1955 годах одновременно с учёбой работал лаборантом в сынжерейской средней школе № 1 (Молдавская ССР). Окончил фабрично-заводские курсы и в 1955—1957 годах работал трактористом на Драганештской машинно-тракторной станции (МТС). После службы в Советской Армии (1957—1960) был демобилизован по инвалидности и в 1960 году поселился в Житомире, где окончил заочное отделение местного политехнического института (1965). В 1960—1988 годах работал в житомирском производственном объединении «Электроизмеритель» — сначала подсобным рабочим, слесарем-сборщиком, контролёром, затем инженером, заведующим лабораторией; впоследствии стал генеральным конструктором, начальником специализированного конструкторского бюро (СКТБ) и заместителем генерального директора объединения по научной работе.
В январе 1988 года был переведён в Ульяновск для организации центра микроэлектроники (УЦМ), в 1989 году назначен заместителем генерального директора по научной работе Ульяновского центра применения микроэлектроники и автоматизации в машиностроении. Профессор Ульяновского политехнического института.
Занявшись предпринимательской деятельностью, открыл в Ульяновске «Баскин-Роббинс» и магазин «Ив Роше», позже пиццерию «Сицилия» и детский магазин «Игрушечная страна». Основал общественное движение «Ульяновцы». Под его руководством на его предприятиях в Ульяновске было налажено серийное производство газосигнализаторов для работы во взрывоопасных средах и серии датчиков пожарной безопасности. Автор и соавтор изобретений в области электротехники, главным образом измерительных приборов и датчиков. Награждён медалями «За доблестный труд» (1970), «Ветеран труда» (1984), знаком «Отличник приборостроения СССР» (1985). Лауреат премии ЦК ЛКСМУ имени Н. Островского.
Умер в ночь на 25 ноября 2017 года после тяжелой и скоротечной болезни.
В феврале 2018 года в Ульяновске учреждена губернаторская стипендия «Имени Исаака Павловича Гринберга»

## Научная деятельность
Автор монографий «Самонастраивающиеся измерительные усилители с пробным сигналом» (М.: Энергия, 1978), «Измерители индукции переменных магнитных полей» (Киев: Техніка, 1982), «Гальваномагнитные преобразователи в измерительной технике» (с соавторами, М.: Энергоатомиздат, 1984).

## Семья
Был женат, пятеро детей. Брат — молдавский учёный в области табаководства, кандидат сельскохозяйственных наук (1977) Иосиф Павлович Гринберг (1931—2009).